# Вайцехівська Олена Сергіївна
Олена Сергіївна Вайцеховська (1 березня 1958, у Львові, УРСР, СРСР) — радянська спортсменка (стрибки у воду), російський спортивний журналіст.
Єдина спортсменка в історії СРСР та Росії, яка перемогла у стрибках з 10-ти метрової вишки на Олімпійських іграх (1976), член Міжнародної зали спортивного плавання. Заслужений майстер спорту СРСР (1976). Перший лауреат медалі Миколи Озерова (2005).
Донька тренера з плавання Сергія Михайловича Вайцеховського.

## Біографія
У басейн Олена потрапила у 3 роки, пізніше почала займатися у мами Марії Іванівни — тренера з плавання.
З перших тренувань виявилося, що Олені не вистачає гнучкості та стрибучості. Тим не менш молода стрибунка за допомогою характеру та бажання довести батькам та усім охочим, що вона може чогось досягти, йшла до результату. З десятиметрової вишки Олена стрибнула вперше у житті у 13 років. У 16 років в неї була найскладніша довільна програма у світі. У 1974 році стала чемпіонкою СРСР, бронзовим призером чемпіонату Європи. На наступний рік посіла 4 місце на чемпіонаті світу.
На Літні Олімпійські ігри 1976 року Олена потрапила зовсім випадково. Через хворобу вона невдало виступила на відбірковому чемпіонаті країни, і після довгих дискусій її включили у збірну третім номером.
У Монреалі Олена Вайцеховська виграла золоту медаль, і стала першою радянською олімпійською чемпіонкою серед жінок. За оцінкою головного тренера збірної СРСР з плавання Сергія Вайцеховського на змаганнях проявилися головні якості його доньки: вміння досягти максимального результату саме тоді, коли все цьому суперечить.
У 1978 році кар'єра Олени Вайцехівської примусово завершилася: напередодні чемпіонату світу при невдалому вході у воду спортсменка отримала важку травму — розрив плечового суглобу. Подальші спроби продовжувати стрибати були неуспішними. У 1980 році за місяць до Олімпійських ігор у Москві 22-ти річна Ірина пішла зі спорту. За словами самої Вайцеховської, перемігши на Олімпійських іграх та досягнувши тим самим максимального спортивного результату, вона майже повністю втратила інтерес до стрибків у воду.
Олена закінчила Російський державний університет фізичної культури, спорту, молоді й туризму в Москві, до якого вступала ще у 1975 році, одразу після закінчення школи. Вайцеховська збиралася продовжувати навчання в інституті іноземних мов чи на факультеті журналістики МДУ імені М. В. Ломоносова. Відмовив це робити батько, пояснивши, що для якісного навчання у таких вишах доведеться кинути спорт, а для подальшої роботи, яка, скоріш за все, буде пов'язана із спортом, анатомію, фізіологію та спортивну медицину бажано знати досконало.
Після захисту диплома Вайцеховська рік працювала дитячим тренером, після чого стало зрозуміло, що ця діяльність не приносить задоволення і користі. Олена спробувала працювати на телебаченні — коментувала змагання, готувала й була ведучою випусків новин. Також їздила з командами перекладачем (крім англійської, яку вивчила у спецшколі, вивчила французьку і німецьку мови). Вийшла заміж, народила трьох дітей (Олену, Олексія та Аліну). Двоє молодших народилися у Мурманську — там чотири роки служив батько-офіцер). Наприкінці 1988 року родина повернулася до Москви.
Восени 1989 року Олена Вайцеховська почала працювати штатним кореспондентом газети «Радянський спорт». Перше велике інтерв'ю взяла у свого рідного батька, тренера з плавання Сергія Вайцеховського. Потім зазначала, що це завдання було одним із найскладніших, які доводилося виконувати за все журналістське життя.
У 1991 році з групою журналістів пішла з газети, щоб створити нове ЗМІ — «Спорт-Експрес», де працює і сьогодні.

У 1992 та 1996 роках Вайцеховську визнавали найкращим спортивним журналістом Росії. Як оглядач газети працювала на п'яти Олімпійських іграх, багатьох чемпіонатах світу. Пише про плавання, фігурне катання, гімнастику, боротьбу, штангу, хокей, лижні перегони, біатлон. Її принцип в журналістиці — відкривати спорт для вболівальників через видатні особистості, розкривати психологію боротьби та людей. Вважає, що журналістика не може бути об'єктивною, а журналіст може бути цікавим тільки своєю точкою зору. На думку Вайцеховської, професія зараз переживає не найкращі часи: 
«Із розвитком інтернету та появою великої кількості видань з'явилася така кількість людей, які вважають себе журналістами, що іноді я ловлю себе на думці, що представлятися журналістом вже просто непристойно. Рівень професії, в тому числі і її моральні стандарти, впали до такого рівня, що люди часто готові абсолютно на все, аби видати якусь сенсацію або скандал. І оскільки у таких людей дуже висока активність, то нормальні журналісти, люди із своїми принципами, які з повагою ставляться до професії, на цьому фоні губляться».
У 1992 році Олена Вайцеховська була введена до Залу спортивної слави плавання у США. Була членом прес-комісії Міжнародної федерації плавання (FINA) та Міжнародної федерації об'єднаних стилів боротьби (FILA). У 2000 році була нагороджена Бронзовим орденом FILA як найкращий журналіст, який пише про боротьбу.
У 2005 році за великий внесок у популяризацію фізичної культури, спорту та спортивних досягнень Олена Вайцеховська була нагороджена медаллю Миколи Озерова.